# Station Ruda Talubska
Station Ruda Talubska is een spoorwegstation in de Poolse plaats Ruda Talubska.